# Гольцзусра
Гольцзусра (нім. Holzsußra) — громада в Німеччині, розташована в землі Тюрингія. Входить до складу району Киффгойзер.
Площа — 9,93 км2. Населення становить 264 ос. (станом на 31 грудня 2021).